# Gisela Hämmerling
Gisela Hämmerling (ur. 26 grudnia 1969) – szwajcarska judoczka. Olimpijka z Barcelony 1992, gdzie zajęła szesnaste miejsce w wadze półśredniej.
Uczestniczka mistrzostw świata w 1991, 1993 i 1995. Startowała w Pucharze Świata w latach 1989, 1990, 1992–1996. Brązowa medalistka mistrzostw Europy w 1988; piąta w 1993 roku.

## Letnie Igrzyska Olimpijskie 1992
| Konkurencja | Eliminacje                | Klas. końcowa |
| Konkurencja | Przeciwnik I              | Miejsce       |
| ----------- | ------------------------- | ------------- |
| 61 kg       | Gella Vandecaveye (BEL) P | 16.           |